# 20th Century Hits
A 20th Century Hits a nyugatnémet Boney M. együttes remixalbuma. Műfaja: eurodisco, megjelenés éve: 1999., kiadó a BMG. A nagylemez Boney M. 2000 címen jelent meg. (Bizonyos adatbázisokban valamilyen elírás folytán az album 18th Century Hits címmel szerepel.)

## A dalok
1. Sunny (Bobby Hebb) – 3:57 (Remixed by Doug Laurent)
2. Daddy Cool (Farian – Reyam) – 3:51 (Remixed by Nouri & Marek)
3. Ma Baker (Farian – Jay – Reyam) – 3:50 (Remixed by Sash!)
4. Rivers of Babylon (Farian – Reyam) – 3:17 (1999 Remix)
5. Gotta Go Home (Farian – Jay – Klinkhammer) – 3:20 (Remixed by Nouri & Marek)
6. Rasputin (Farian – Jay – Reyam) – 3:27 (1999 Remix)
7. Painter Man (Phillips – Pickett) – 2:58 (1999 Remix)
8. No Woman, No Cry (Vincent Ford – Bob Marley) – 3:20 (1999 Remix)
9. Brown Girl in the Ring (Farian) – 3:33 (1999 Remix)
10. Hooray! Hooray! It's a Holi–Holiday (Farian) – 3:21 (1999 Remix)
11. Kalimba de Luna (Amoruso – Esposito – Licastro – Malavasi) – 3:42 (1999 Remix)
12. Felicidad (Margherita) (Conz – Massara) – 3:46 (Miami Ocean Drive Mix)
13. Mary's Boy Child / Oh My Lord (Jester Hairston – Farian – Jay – Lorin) – 3:43 (1999 Remix)
14. Caribbean Nightfever (Farian – Vincert Ford – Bob Marley – Traditional) – 4:34 (106 BPM. Medley: Hooray! Hooray! It's A Holi–Holiday / Brown Girl in the Ring / No Woman, No Cry / The Calendar Song (January, February, March…))
15. Disco Megamix (Farian – Reyam – Jay – Phillips – Pickett – Billysbury – Deutscher –  Huth – Menke) – 6:24 (130 BPM. Medley: Daddy Cool / Ma Baker / Painter Man / Rivers of Babylon / Belfast / Gotta Go Home / Rasputin)
16. Sunny (Bobby Hebb) – 4:10 (Club Mix)
17. Ma Baker (Farian – Jay – Reyam) – 4:31 (Club Mix, remixed by Sash!)
18. Daddy Cool (Farian – Reyam) – 4:08 (Club Mix, remixed by Nouri & Marek)
19. Rivers of Babylon (Farian – Reyam) – 3:57 (Remixed by Doug Laurent)
20. Gotta Go Home (Farian – Jay – Klinkhammer) – 4:18 (Club Mix, remixed by Nouri & Marek)

## Közreműködők
- Liz Mitchell – ének, háttérvokál
- Marcia Barrett – ének, háttérvokál
- Frank Farian – ének, háttérvokál
- Reggie Tsiboe – ének, háttérvokál (Kalimba de Luna)
- Keith Forsey – dobok
- Curt Cress – dobok
- Todd Canedy – dobok
- Gary Unwin – basszusgitár
- Dave King – basszusgitár
- Dieter Petereit – basszusgitár
- Nick Woodland – basszusgitár
- Mats Björklund – basszusgitár
- Johan Daansen – basszusgitár
- Michael Cretu – billentyűs hangszerek
- Kristian Schultze – billentyűs hangszerek
- Harry Baierl – billentyűs hangszerek
- Lévay Szilveszter – billentyűs hangszerek
- Thor Baldursson – billentyűs hangszerek
- Christoph Seipel – billentyűs hangszerek
- Domenico Livrano – billentyűs hangszerek
- Dino Solera – szaxofon
- Benny Gebauer – szaxofon
- Felice Civitareale – trombita
- Frank Farian – producer, remixelő
- Tokapi – producer
- Sash! – remixelő
- Doug Laurent – remixelő
- Nouri – remixelő
- Marek – remixelő
- Zeke Lund – hangmérnök
- Hartmut Pfannmüller – hangmérnök
- Tammy Grohé – hangmérnök
- Rainer M. Ehrnhardt – hangmérnök
- Michael Bestmann – hangmérnök
- Bernd Berwanger – hangmérnök
- Tobias Freud – hangmérnök
- Helmut Rulofs – hangmérnök
- Michael Cretu – keverés
- Stefan Klinkhammer – keverés
- Harry Baierl – keverés

A közreműködők közül Gary Unwin Dee D. Jackson háziszerzőjének számított, Keith Forsey pedig Donna Summer lemezeinek elkészítésében is közreműködött. Kristian Schultze a német Cusco duó tagja, amely a New Age stílust képviseli. Kristian édesapja, Norbert Schultze volt a Lili Marleen című legendás dal zeneszerzője. Michael Cretu dolgozott a Goombay Dance Banddel és az Á La Carte nevű női poptrióval is. Később a rövid életű Moti Special tagja lett, majd szólókarrierbe kezdett, miközben felesége, Sandra pályafutását is egyengette. Sylvester Levay a Silver Convention női diszkótrió producere volt, együtt dolgozott Giorgio Moroderrel is, illetve az Amerikai Egyesült Államokban filmzenéket is komponált például Sylvester Stallone Kobra című 1986-os akciófilmjéhez.

## Kislemezek

### Anglia

#### 12"
- Boney M. vs. Horny United: Ma Baker / Somebody Scream (Logic Records 74321 65387 1, 1999)

„A” oldal

Ma Baker (Club Mix by Horny United)

„B” oldal

Somebody Scream (Beatroute Star Bar Mix by DJ Slammer & Mark Bambach)

Somebody Scream (Cosmic People Mix)

#### CD
- Boney M. vs. Horny United: Ma Baker / Somebody Scream (Logic Records 74321 65387 2, 1999)

Somebody Scream (Radio Edit) – 3:06

Ma Baker (Sash! Radio Edit) – 3:27

Somebody Scream (Massive Club mix) – 7:31

Ma Baker (Sash! 12" Mix) – 4:55

### Európai Unió

#### 12"
- Boney M. / Horny United feat. Boney M.: Ma Baker / Somebody Scream – Ma Baker (2 x 12", Logic Records/Lautstark/BMG 74321 64561 1, 1999)

„A” oldal

Boney M.: Ma Baker (Extended Vocal Edit) – 5:26

„B” oldal

Boney M.: Ma Baker (Disco Dub Edit) – 5:35

„C” oldal

Horny United: Somebody Scream – Ma Baker (Massive Mix) – 7:30

Horny United: Somebody Scream – Ma Baker (Screamless Mix) – 6:16

„D” oldal

Horny United: Somebody Scream – Ma Baker (Full Vocal Mix)

Horny United: Somebody Scream – Ma Baker (Ma Baker House Mix)

#### CD
- Boney M vs. Sash!: Ma Baker (BMG 74321 63942 2, 1998)

Ma Baker (Tokapi Radio Edit) – 3:24

Ma Baker (Original Edit) – 3:35

Ma Baker (Extended Vocal Edit) – 5:26

Ma Baker (Disco Dub Edit) – 5:35
- Boney M. vs. Sash! / Horny United featuring Boney M.: Ma Baker / Somebody Scream (BMG 74321 64561 2, 1999)

Boney M. vs. Sash!: Ma Baker (Extended Radio Edit) – 4:54

Boney M. vs. Sash!: Ma Baker (Disco Dub Edit) – 5:32

Horny United featuring Boney M.: Somebody Scream (Ma Baker) (Radio Edit) (Oliver Wallner, Re–Run) – 4:17

Horny United Featuring Boney M.: Somebody Scream (Ma Baker) (Massive Mix) (Oliver Wallner, Re–Run) – 6:59
- Boney M. 2000 featuring Mobi T.: Daddy Cool '99 (BMG 74321 69177 2, 1999)

Daddy Cool '99 (Radio Edit) – 3:51

Daddy Cool '99 (Extended Vocal Club Mix) – 5:06

Daddy Cool '99 (Latino Club Mix) – 3:33

Daddy Cool '99 (Solid Disco Edit) – 3:45

Daddy Cool (Original Mix 1976) – 3:26
- Boney M. 2000: Hooray! Hooray! (Caribbean Night Fever) (BMG 74321 71064 2, 1999)

Caribbean Night Fever – Megamix (Radio Edit) – 3:55

Hooray! Hooray! It's a Holi–Holiday (Radio Edit) – 3:30

Caribbean Night Fever (Extended Version) – 5:28

Hooray! Hooray! It's a Holi–Holiday (Extended Version) – 4:26

Brown Girl in the Ring (Remix) – 4:01
- Boney M. 2000: Sunny (Remixes) (BMG 74321 73824 2, 2000)

Sunny (Radio Edit) – 3:31

Sunny (Radio Remix – Disco Club) – 3:35

Sunny (Extended Version) – 4:47

Sunny (Disco Club Mix) – 5:46

Sunny (Club Mix) – 4:45

Sunny (House Mix) – 4:55

Sunny (London Vocal Mix) – 3:34

Sunny (Space Mix) – 4:51

## Az album slágerlistás helyezései
- Finnország: 2000 januárjában 3 hétig. Legmagasabb pozíció: 21. hely
- Franciaország: 2000. január 15-étől 5 hétig. Legmagasabb pozíció: 38. hely
- Németország: Legmagasabb pozíció: 30. hely
- Svájc: 1999. november 28-ától 5 hétig. Legmagasabb pozíció: 37. hely
- Svédország: 1999. október 28-ától 12 hétig. Legmagasabb pozíció: 8. hely
- Új-Zéland: 2000. február 20-ától 1 hétig. Legmagasabb pozíció: 50. hely

## Legnépszerűbb slágerek
- Ma Baker (Boney M. vs. Sash!)

Anglia: 1999. május. Legmagasabb pozíció: 22. hely

Ausztria: Legmagasabb pozíció: 32. hely

Finnország: 1999 márciusában 2 hétig. Legmagasabb pozíció: 6 hely

Franciaország: 1999. április 24-től 23 hétig. Legmagasabb pozíció: 11. hely

Hollandia: 1999. február 6-ától 9 hétig. Legmagasabb pozíció: 34. hely

Németország: Legmagasabb pozíció: 28. hely

Svájc: 1999. február 7-étől 17 hétig. Legmagasabb pozíció: 21. hely

Svédország: 1999. március 11-étől 13 hétig. Legmagasabb pozíció: 10. hely
- Daddy Cool ’99 (Boney M. feat. Mobi T.)

Franciaország: 1999. augusztus 28-ától 16 hétig. Legmagasabb pozíció: 16. hely

Németország: Legmagasabb pozíció: 47. hely

Svédország: 1999. augusztus 19-étől 14 hétig. Legmagasabb pozíció: 19. hely

Svájc: 1999. szeptember 5-étől 4 hétig. Legmagasabb pozíció: 49. hely
- Hooray! Hooray! Caribbean Night Fever (Boney M. 2000)

Németország: Legmagasabb pozíció: 79. hely

Svájc: 1999. december 19-étől 2 hétig. Legmagasabb pozíció: 80. hely

Új- Zéland: 2000. február 13-ától 2 hétig. Legmagasabb pozíció: 47. hely
- Sunny (Boney M. 2000)

Franciaország: 2000. január 22-étől 6 hétig. Legmagasabb pozíció: 56. hely

Svédország: 2000. március 2-től 1 hétig. Legmagasabb pozíció: 59. hely

Svájc: 2000. február 27-étől 1 hétig. Legmagasabb pozíció: 80. hely

## Lásd még
- Take the Heat Off Me
- Love for Sale
- Nightflight to Venus
- Oceans of Fantasy
- Boonoonoonoos
- Christmas Album
- Ten Thousand Lightyears
- Kalimba de Luna – 16 Happy Songs
- Eye Dance